# Johannes II av Trapezunt
Johannes II av Trapezunt, född okänt år, död 1297, var regerande kejsare av Trapezunt från 1280 till 1284 och från 1285 till 1297. Han var gift med Eudokia Palaiologina.